# Francisco Covarrubias
Francisco Covarrubias (La Habana, 1775 - Ibídem, 1850) fue un actor y dramaturgo cubano del siglo XIX. Es conocido como el "Padre del Teatro Cubano", siendo autor de más de veinte obras costumbristas cubanas. Covarrubias fue muy notable en la historia de la Música de Cuba, por su participación en los comienzos del Teatro musical cubano. Existe una tarja dedicada a su memoria en el Teatro Nacional de Cuba. El segundo mayor auditorium de dicho teatro, la Sala Covarrubias, lleva su nombre.